# كولن مكدونالد (لاعب كريكت أسترالي)
كولن مكدونالد (17 نوفمبر 1928 في أستراليا - 11 يناير 2021) (بالإنجليزية: Colin McDonald)‏ هو لاعب كريكت أسترالي. شارك مع منتخب أستراليا الوطني للكريكت. أما مع فريق رياضي، فقد لعب مع فريق فكتوريا للكريكت.

## وصلات خارجية
- كولن مكدونالد على موقع إي آس بي آن كريك إنفو (الإنجليزية)